# 후량 명제
양 세종 효명황제 소규(梁 世宗 孝明皇帝 蕭巋, 542년 ~ 585년)는 후량의 제2대 황제이다. 초대 황제인 선제의 둘째 아들이다.

## 생애
구변과 문학을 갖추었고 내전(內典)을 좋아했다.
562년에 아버지인 소찰이 죽자 즉위하였고 이듬해에 연호를 천보(天保)로 고쳤다. 재위 기간 중에 여러 차례 진나라의 장수인 오명철에게 패해 강남의 여러 지역을 빼앗기면서 나날이 후량의 세력은 약화되었다.
577년에 북주 무제가 북제를 멸망시키자 북제의 수도였던 업(鄴)에 황제의 몸으로 스스로 입조해서 이를 축하했다. 이 때 명제는 무제에게 후량을 건국하게 도와준 북주의 옛 은혜를 칭송하며 눈물을 흘렸다. 이는 후량 건국 당시 도와준 것은 서위이지만 서위의 황제가 꼭두각시라서 실권자 우문태가 대신 집정하고 있었기에 사실상 우문태가 건국을 도와준 것이다. 우문태의 아들이 무제였으므로 감사를 표한 것이다. 아마도 단순히 아부 외에도 북주에게 잘 보여서 나라를 존속시키고 특히 나날이 진나라에게 공격받아 멸망해 가는 나라를 구원해 달라는 계산이 있었을 것이다. 무제는 명제가 자기 나라로 돌아가자 스스로 비파를 연주해주며 직접 배웅할 만큼 친근한 사이가 되었다. 이렇게 신뢰를 얻어 무제는 후량의 수도 강릉 서쪽에 주둔하고 있던 북주 군대를 철수시키고 명제를 총관으로 임명하여 사실상 후량의 자치를 인정했다. 이는 우문태가 소찰을 도와주고 후량의 황제로 세워줬으나, 의심하여 강릉 서쪽에 군대를 주둔시켰던 것보다는 상황이 나아진 셈이다.
581년에 북주가 멸망하고 수나라가 건국됐지만 역시 수도 장안에 가서 조현하고 예우를 받았다. 이 때 수 문제는 내가 진나라를 멸하면 옛 양나라 영토를 님한테 돌려줄 것이라고 하기도 했다. 명제의 딸은 양견의 차남이자 훗날 수 양제가 되는 양광의 부인이 되어 남편이 황제가 되자 황후가 되는 영광을 누리기도 했다. 582년에 명제는 강릉총관에서 파직되어 영토 안에서만 통치했으나, 매우 불안했던 소찰의 정권과 달리 명제의 정권은 나름 안정되어 수도 강릉에서는 양나라로부터 계승된 문화가 꽃피었다. 명제 본인도 학문에 재능이 있던 인물로 《효경주역의기》와 《대소승유미》 등 많은 저서를 지었다. 585년에 사망 후 아들 소종이 뒤를 이었으며 현릉(顯陵)에 안장되었다.

## 가족

### 부모

#### 아버지
- 소찰

#### 어머니
- 귀빈 조씨(曹氏) - 효황태비(孝皇太妃)

### 아내
- 황후 장씨(張氏)

### 자녀

#### 아들
1. 소종
2. 소환
3. 소전
4. 소경
5. 소순
6. 소창
7. 소우

#### 딸
- 진안군공주(晉安郡公主) - 장녀이고 원래는 건창현공주(建昌縣公主)로 봉해졌으나 진안군공주로 다시 봉해졌다. 남매인 소종이 즉위한 뒤로부턴 장공주로 격상됐다. 후량 멸망 이후 수나라에 들어와 황후 소씨의 언니로서 임성부인(任城夫人)으로 봉해졌다. 왕곤(王衮)에게 시집갔다.
- 소씨(蕭氏) - 두위(竇威)의 아내이다.
- 소씨 - 수나라의 양민황후이며, 어머니는 황후 장씨이다.
- 일곱째 소씨(? ~ 640년) - 후막진의(侯莫陳毅)의 아내이다.

## 기년
| 효명제      | 원년            | 2년        | 3년        | 4년        | 5년        | 6년        | 7년        | 8년        | 9년        | 10년       |
| ----------- | --------------- | ---------- | ---------- | ---------- | ---------- | ---------- | ---------- | ---------- | ---------- | ---------- |
| 서력 (西曆) | 562년           | 563년      | 564년      | 565년      | 566년      | 567년      | 568년      | 569년      | 570년      | 571년      |
| 간지 (干支) | 임오(壬午)      | 계미(癸未) | 갑신(甲申) | 을유(乙酉) | 병술(丙戌) | 정해(丁亥) | 무자(戊子) | 기축(己丑) | 경인(庚寅) | 신묘(辛卯) |
| 연호 (年號) | 천보(天保) 원년 | 2년        | 3년        | 4년        | 5년        | 6년        | 7년        | 8년        | 9년        | 10년       |
| 효명제      | 11년            | 12년       | 13년       | 14년       | 15년       | 16년       | 17년       | 18년       | 19년       | 20년       |
| 서력 (西曆) | 572년           | 573년      | 574년      | 575년      | 576년      | 577년      | 578년      | 579년      | 580년      | 581년      |
| 간지 (干支) | 임진(壬辰)      | 계사(癸巳) | 갑오(甲午) | 을미(乙未) | 병신(丙申) | 정유(丁酉) | 무술(戊戌) | 기해(己亥) | 경자(庚子) | 신축(辛丑) |
| 연호 (年號) | 11년            | 12년       | 13년       | 14년       | 15년       | 16년       | 17년       | 18년       | 19년       | 20년       |
| 효명제      | 21년            | 22년       | 23년       | 24년       |            |            |            |            |            |            |
| 서력 (西曆) | 582년           | 583년      | 584년      | 585년      |            |            |            |            |            |            |
| 간지 (干支) | 임인(壬寅)      | 계묘(癸卯) | 갑진(甲辰) | 을사(乙巳) |            |            |            |            |            |            |
| 연호 (年號) | 21년            | 22년       | 23년       | 24년       |            |            |            |            |            |            |